# Internationale Süßwarenmesse

Logo der ISM mit dem stilisierten Kölner Dom und Rhein

Die Internationale Süßwarenmesse (internationale Bezeichnung: ISM Cologne) ist die weltgrößte Fachmesse für Süßwaren und Snacks. Sie wird seit 1971 jährlich Ende Januar/Anfang Februar in Köln abgehalten. Veranstalter ist die Koelnmesse GmbH. Ideeller Träger ist der Arbeitskreis Internationale Süßwarenmesse (AISM), der sich aus Verbänden der Süßwarenindustrie und des Lebensmittelhandels zusammensetzt (Bundesverband der Deutschen Süßwarenindustrie, Sweets Global Network, Hauptverband des Deutschen Einzelhandels, Verband des Deutschen Nahrungsmittelgroßhandels, Zentralverband Gewerblicher Verbundgruppen)
Im Jahr 2014 lag die Zahl der Besucher bei rund 35.000, davon kamen etwa 23.000 aus dem Ausland. Etwa 1500 Aussteller aus 66 Ländern waren vertreten, davon mehr als 1200 aus dem Ausland.
Seit 2009 findet die 2006 gegründete ProSweets Cologne, eine Fachmesse für Zulieferer der Süßwaren- und Snackindustrie, zeitlich parallel zur ISM statt.
Seit 2014 verleiht die weltweit größte und wichtigste Süßwarenmesse durch den Arbeitskreis Internationale Süßwarenmesse und der Köln-Messe den ISM-Award an herausragende Unternehmer für deren außerordentliche Verdienste um die Süßwaren- und Snackwirtschaft. Bisherige Preisträger waren Hermann Goelitz Rowland (2014), Felix Richterich (2015), James N. Walker (2016), Gota Morinaga (2017), Dylan Lauren (2018) und Hermann Bühlbecker (2019).

## Belege
1. ↑  http://www.bdsi.de/presse/pressearchiv/detailansicht/news/detail/News/bastian-fassin-neuer-vorsitzender-des-arbeitskreises-internationale-suesswarenmesse-aism/
2. ↑  ISM, AUMA-Messedatenbank
3. ↑  ProSweets Cologne (Memento des Originals vom 30. Januar 2018 im Internet Archive)  Info: Der Archivlink wurde automatisch eingesetzt und noch nicht geprüft. Bitte prüfe Original- und Archivlink gemäß Anleitung und entferne dann diesen Hinweis., AUMA-Messedatenbank
4. ↑  ISM-Award (Memento des Originals vom 4. Februar 2019 im Internet Archive)  Info: Der Archivlink wurde automatisch eingesetzt und noch nicht geprüft. Bitte prüfe Original- und Archivlink gemäß Anleitung und entferne dann diesen Hinweis.